# The Courier-Mail
 (mars 2024).
Si vous disposez d'ouvrages ou d'articles de référence ou si vous connaissez des sites web de qualité traitant du thème abordé ici, merci de compléter l'article en donnant les références utiles à sa vérifiabilité et en les liant à la section « Notes et références ».
The Courier-Mail est un quotidien publié à Brisbane, en Australie. 
Propriété de News Corporation, il est publié tous les jours du lundi au samedi au format tabloïd. Ses bureaux sont situés à Bowen Hills, dans les quartiers nord de Brisbane et il est imprimé à Murarrie (en), dans la banlieue est de Brisbane.

## Historique
La première édition du Courier-Mail a été publiée le 28 août 1933 après la fusion du Brisbane Courier (fondé sous le nom The Moreton Bay Courier le 20 juin 1846) et du Daily Mail (publié pour la première fois le 3 octobre 1903). Cette fusion a été rendue nécessaire par la Grande Dépression, qui avait causé d'importantes pertes financières aux deux journaux. 
Publié depuis 2006 au format tabloïd, c'est aujourd'hui un journal de centre-droit, qui soutient généralement le libéralisme économique et la globalisation.